# Afrique du Sud-Lions britanniques et irlandais en rugby à XV
Cet article liste et détaille les confrontations entre l'équipe d'Afrique du Sud de rugby à XV et celle des Lions britanniques. Les deux équipes se sont affrontées à 53 reprises. Les Sud-Africains ont remporté 29 rencontres contre 18 pour les Lions et trois matchs nuls.

## Historique
La première confrontation a lieu le 30 juillet 1891 à Port Elizabeth. C'est d'abord les Lions qui l'emportent, les Lions prennent rapidement l'avantage sur l'Afrique du Sud 6-0. Puis ils connaissent 5 matchs sans victoire. Puis l'Afrique du Sud prend l'avantage. La mise à l'écart de l'Afrique du Sud pour cause de politique de l'apartheid met fin aux joutes de 1980 à 1997.

## Confrontations
Confrontations entre l'équipe d'Afrique du Sud de rugby à XV et les Lions britanniques
| No | Date              | Lieu                                                       | Match                               | Score   | Compétition  |
| -- | ----------------- | ---------------------------------------------------------- | ----------------------------------- | ------- | ------------ |
| 1  | 30 juillet 1891   | St George's Park, Port Elizabeth - Le Cap                  | Afrique du Sud – Lions britanniques | 0 – 4   | test match   |
| 2  | 29 août 1891      | Eclectic, Kimberley - Le Cap                               | Afrique du Sud – Lions britanniques | 0 – 3   | test match   |
| 3  | 5 septembre 1891  | Newlands, Le Cap - Le Cap                                  | Afrique du Sud – Lions britanniques | 0 – 4   | test match   |
| 4  | 30 juillet 1896   | St George's Park, Port Elizabeth - Le Cap                  | Afrique du Sud – Lions britanniques | 0 – 8   | test match   |
| 5  | 22 août 1896      | Wanderers Stadium, Johannesbourg - Transvaal               | Afrique du Sud – Lions britanniques | 8 – 17  | test match   |
| 6  | 29 août 1896      | Athletic Club, Kimberley - Le Cap                          | Afrique du Sud – Lions britanniques | 3 – 9   | test match   |
| 7  | 5 septembre 1896  | Newlands, Le Cap - Le Cap                                  | Afrique du Sud – Lions britanniques | 5 – 0   | test match   |
| 8  | 26 août 1903      | Wanderers Stadium, Johannesbourg - Transvaal               | Afrique du Sud – Lions britanniques | 10 – 10 | Tournée 1903 |
| 9  | 5 septembre 1903  | Athletic Club, Kimberley - Le Cap                          | Afrique du Sud – Lions britanniques | 0 – 0   | Tournée 1903 |
| 10 | 12 septembre 1903 | Newlands, Le Cap - Le Cap                                  | Afrique du Sud – Lions britanniques | 8 – 0   | Tournée 1903 |
| 11 | 6 août 1910       | Wanderers Stadium, Johannesbourg - Union d'Afrique du Sud  | Afrique du Sud – Lions britanniques | 14 – 10 | test match   |
| 12 | 27 août 1910      | St George's Park, Port Elizabeth - Union d'Afrique du Sud  | Afrique du Sud – Lions britanniques | 3 – 8   | test match   |
| 13 | 3 septembre 1910  | Newlands, Le Cap - Union d'Afrique du Sud                  | Afrique du Sud – Lions britanniques | 21 – 5  | test match   |
| 14 | 16 août 1924      | Kingsmead, Durban - Union d'Afrique du Sud                 | Afrique du Sud – Lions britanniques | 7 – 3   | test match   |
| 15 | 23 août 1924      | Wanderers Stadium, Johannesbourg - Union d'Afrique du Sud  | Afrique du Sud – Lions britanniques | 17 – 0  | test match   |
| 16 | 13 septembre 1924 | St George's Park, Port Elizabeth - Union d'Afrique du Sud  | Afrique du Sud – Lions britanniques | 3 – 3   | test match   |
| 17 | 20 septembre 1924 | Newlands, Le Cap - Union d'Afrique du Sud                  | Afrique du Sud – Lions britanniques | 16 – 9  | test match   |
| 18 | 6 août 1938       | Ellis Park, Johannesbourg - Union d'Afrique du Sud         | Afrique du Sud – Lions britanniques | 26 – 12 | test match   |
| 19 | 3 septembre 1938  | St George's Park, Port Elizabeth - Union d'Afrique du Sud  | Afrique du Sud – Lions britanniques | 19 – 3  | test match   |
| 20 | 10 septembre 1938 | Newlands, Le Cap - Union d'Afrique du Sud                  | Afrique du Sud – Lions britanniques | 16 – 21 | test match   |
| 21 | 6 août 1955       | Ellis Park, Johannesbourg - Union d'Afrique du Sud         | Afrique du Sud – Lions britanniques | 22 – 23 | test match   |
| 22 | 20 août 1955      | Newlands, Le Cap - Union d'Afrique du Sud                  | Afrique du Sud – Lions britanniques | 25 – 9  | test match   |
| 23 | 3 septembre 1955  | Loftus Versfeld Stadium, Pretoria - Union d'Afrique du Sud | Afrique du Sud – Lions britanniques | 6 – 9   | test match   |
| 24 | 24 septembre 1955 | St George's Park, Port Elizabeth - Union d'Afrique du Sud  | Afrique du Sud – Lions britanniques | 22 – 8  | test match   |
| 25 | 23 juin 1962      | Ellis Park, Johannesbourg - Afrique du Sud                 | Afrique du Sud – Lions britanniques | 3 – 3   | test match   |
| 26 | 21 juillet 1962   | Kings Park, Durban - Afrique du Sud                        | Afrique du Sud – Lions britanniques | 3 – 0   | test match   |
| 27 | 4 août 1962       | Newlands, Le Cap - Afrique du Sud                          | Afrique du Sud – Lions britanniques | 8 – 3   | test match   |
| 28 | 25 août 1962      | Free State Stadium, Bloemfontein - Afrique du Sud          | Afrique du Sud – Lions britanniques | 34 – 14 | test match   |
| 29 | 8 juin 1968       | Loftus Versfeld Stadium, Pretoria - Afrique du Sud         | Afrique du Sud – Lions britanniques | 25 – 20 | test match   |
| 30 | 22 juin 1968      | EPRFU Stadium, Port Elizabeth - Afrique du Sud             | Afrique du Sud – Lions britanniques | 6 – 6   | test match   |
| 31 | 13 juillet 1968   | Newlands, Le Cap - Afrique du Sud                          | Afrique du Sud – Lions britanniques | 11 – 6  | test match   |
| 32 | 27 juillet 1968   | Ellis Park, Johannesbourg - Afrique du Sud                 | Afrique du Sud – Lions britanniques | 19 – 6  | test match   |
| 33 | 8 juin 1974       | Newlands, Le Cap - Afrique du Sud                          | Afrique du Sud – Lions britanniques | 3 – 12  | test match   |
| 34 | 22 juin 1974      | Loftus Versfeld Stadium, Pretoria - Afrique du Sud         | Afrique du Sud – Lions britanniques | 9 – 28  | test match   |
| 35 | 13 juillet 1974   | EPRFU Stadium, Port Elizabeth - Afrique du Sud             | Afrique du Sud – Lions britanniques | 9 – 26  | test match   |
| 36 | 27 juillet 1974   | Ellis Park, Johannesbourg - Afrique du Sud                 | Afrique du Sud – Lions britanniques | 13 – 13 | test match   |
| 37 | 31 mai 1980       | Newlands, Le Cap - Afrique du Sud                          | Afrique du Sud – Lions britanniques | 26 – 22 | test match   |
| 38 | 14 juin 1980      | Free State Stadium, Bloemfontein - Afrique du Sud          | Afrique du Sud – Lions britanniques | 26 – 19 | test match   |
| 39 | 28 juin 1980      | EPRFU Stadium, Port Elizabeth - Afrique du Sud             | Afrique du Sud – Lions britanniques | 12 – 10 | test match   |
| 40 | 12 juillet 1980   | Loftus Versfeld Stadium, Pretoria - Afrique du Sud         | Afrique du Sud – Lions britanniques | 13 – 17 | test match   |
| 41 | 21 juin 1997      | Newlands, Le Cap, Afrique du Sud                           | Afrique du Sud – Lions britanniques | 16 – 25 | test match   |
| 42 | 28 juin 1997      | Kings Park, Durban - Afrique du Sud                        | Afrique du Sud – Lions britanniques | 15 – 18 | test match   |
| 43 | 5 juillet 1997    | Ellis Park, Johannesbourg - Afrique du Sud                 | Afrique du Sud – Lions britanniques | 35 – 16 | test match   |
| 44 | 20 juin 2009      | Kings Park, Durban - Afrique du Sud                        | Afrique du Sud – Lions britanniques | 26 – 21 | Tournée 2009 |
| 45 | 27 juin 2009      | Loftus Versfeld Stadium, Pretoria - Afrique du Sud         | Afrique du Sud – Lions britanniques | 28 – 25 | Tournée 2009 |
| 46 | 4 juillet 2009    | Ellis Park, Johannesbourg - Afrique du Sud                 | Afrique du Sud – Lions britanniques | 9 – 28  | Tournée 2009 |
| 47 | 24 juillet 2021   | Cape Town Stadium, Le Cap - Afrique du Sud                 | Afrique du Sud – Lions britanniques | 17 – 22 | Tournée 2021 |
| 48 | 31 juillet 2021   | Cape Town Stadium, Le Cap - Afrique du Sud                 | Afrique du Sud – Lions britanniques | 27 – 9  | Tournée 2021 |
| 49 | 7 août 2021       | Cape Town Stadium, Le Cap - Afrique du Sud                 | Afrique du Sud – Lions britanniques | 19 – 16 | Tournée 2021 |

## Résumés de confrontations

### Afrique du Sud - Lions du 20 juin 2009
Les Springboks rentrent très vite dans ce premier test match de la tournée 2009 et sur un coup de pied à suivre de Ruan Pienaar, Ugo Monye et François Steyn sont à la lutte pour la récupération de la balle qui finalement sort en touche à cinq mètres de la ligne des Lions. Sur la touche qui suit, les Sud-Africains font le siège de la ligne adverse et après plusieurs temps de jeu, John Smit réussi à percer la défense et aplatit pour le premier essai de la partie. Les Lions commettent de nombreuses fautes ce qui permet à Ruan Pienaar et François Steyn d'accroitre l'avance au score avec deux pénalités. Après une première action d'essai refusée par l'arbitrage vidéo, les Britanniques réussissent à aligner plusieurs temps de jeu et Tom Croft marque le premier essai des Lions. La fin de la première mi-temps continue sur le même schéma : la maitrise technique des Boks face à la fébrilité des Lions. Deux nouvelles pénalités de Ruan Pienaar permettent aux Sud-Africains de regagner les vestiaires sur le score de 19-7.
La seconde mi-temps reprend comme s'est terminée la première et après cinq minutes de jeu, Heinrich Brussow marque le second essai à la suite d'un maul des sud-africains. Les Britanniques se révoltent en fin de partie et font le siège dans le camp adverse. Ils marquent deux fois par Tom Croft et Mike Phillips pour revenir à cinq points à cinq minutes du coup de sifflet final. Mais ce sursaut de fin partie n'est pas suffisant et malgré une domination dans la possession de la balle, ils perdent ce premier test match sur le score de 26-21 face à des Springboks impeccables dans la maitrise du jeu.

### Afrique du Sud - Lions du 27 juin 2009
Ce second test match de la tournée 2009 démarre sur un rythme élevé et beaucoup d'engagement dans les impacts. L'intensité de la rencontre est illustrée par l'expulsion de Schalk Burger après 30 secondes de jeu à la suite d'une fourchette sur Luke Fitzgerald. Les Lions profitent de l'avantage numérique pour marquer dix points sur une pénalité de Stephen Jones et un essai transformé de Rob Kearney. Les Sud-Africains réagissent et marquent à leur tour un essai par JP Pietersen sur un mouvement initié par Fourie du Preez à la suite d'une touche dans le camp britannique. Les Lions dominent cette première mi-temps et accentuent leur avance au score avec une seconde pénalité et un drop de Stephen Jones. Sur un mouvement britannique, Jamie Roberts commet une obstruction sanctionnée par une pénalité que reussi Morné Steyn. Les Lions regagnent les vestiaires avec seulement huit points d'avance (16-8).
Le début de la seconde mi-temps est dominée par les Britanniques qui accumulent les phases de jeu et semblent vraiment déterminés à remporter la rencontre. Ils n'arrivent pas cependant à franchir la ligne d'essai et ne marquent qu'une pénalité par Stephen Jones à la 61e. Dans les vingt dernières minutes, les Springboks se réveillent et font le pressing pour revenir au score. Bryan Habana marque un second essai après un slalom dans la défense des Lions. Morné Steyn marque une pénalité qui permet aux Sud-Africains de revenir à un point. Sur un hors-jeu de Burger, Stephen passe sa quatrième pénalité et redonne un peu d'avance aux siens. Mais sur un mouvement des Sud-Africains, Jaque Fourie parvient à marquer un essai en coin que Morné Steyn transforme. Les Springboks mènent au score pour la première fois de la rencontre. Les Lions reviennent à 25 partout sur une nouvelle pénalité de l'ouvreur gallois. Le match nul semble se dessiner mais Ronan O'Gara commet une faute avec un plaquage aérien sur Fourie du Preez. Le jeune ouvreur Morné Steyn tente la pénalité située à 51 mètres et la passe. Grâce à ce coup de pied énorme, les Sud-Africains remportent sur le fil ce deuxième test-match.

### Afrique du Sud - Lions du 4 juillet 2009
La tournée déjà remportée, le sélectionneur sud-africain Peter de Villiers décide de faire tourner l'effectif pour reposer les cadres et tester de jeunes joueurs avant le Tri-nations 2009. Ainsi, Zane Kirchner et Heinrich Brussow obtiennent leur première sélection lors de ce test match. Les Lions, revanchards après la courte défait concédée à l'ultime minute lors du second match, démarrent la rencontre avec beaucoup d'envie. Ils mettent la pression sur l'équipe adverse qui concèdent plusieurs pénalités. Mais il faut attendre la 25e minute pour voir le premier temps fort concrétisé par un essai de Shane Williams. Celui-ci réussi le doublé quelques minutes plus tard sur une action démarrée par Simon Shaw à la suite d'une interception. La balle est transmise à Mike Phillips, puis Riki Flutey qui envoie un coup de pied par-dessus la défense des Springboks et Williams n'a plus qu'à aplatir. Les Sud-Africains obtiennent une pénalité en toute fin de première mi-temps. Morné Steyn la passe ce qui ramènent son équipe à neuf points des Lions à la pause.
Au retour des vestiaires, les Britanniques reprennent leur domination sur le match malgré quelques percées des Springboks. Les Lions marquent un troisième essai par Ugo Monye qui récupère la balle à dix mètres de sa ligne d'essai et remonte tout le terrain, poursuivi par Jongi Nokwe. Ce dernier ne peut rattraper l'ailier anglais qui s'en va marquer. La fin de match est plus brouillonne et les deux équipes commettent des fautes sanctionnées par des pénalités. Morné Steyn pour les Sud-Africains, et Stephen Jones pour les Lions, se chargent de les convertir. Les Britanniques remportent avec la manière ce troisième match 28-9, une victoire pour l'honneur égalant le plus grand écart au score réalisé par les Lions contre les Springboks.